# Estación Yakiimo
La Estación de Yakiimo es un observatorio astronómico situado en Shimizu, Japón.
Desde este observatorio, el 23 de noviembre de 1990, los astrónomos japoneses Akira Natori y Takeshi Urata descubrieron el asteroide (6042) Cheshirecat.

## Herramientas del observatorio
- Astro cámara hiperboloide de 0.13 m.

## Áreas de investigación
- Descubrimiento de asteroides
- Astrometría y fotometría de cuerpos pequeños del sistema solar

## Objetivos alcanzados
- 32 asteroide descubiertos por Akira Natori y Takeshi Urata durante los años 1990-1993[2]
- 783 mediciones astrométricas publicadas durante los años 1975-1993[3]

## Otros observatorios incluidos en el grupo JPCM
- JCPM Hamatonbetsu Station
- JCPM Kimachi Station
- JCPM Oi Station
- JCPM Sakura Station
- JCPM Sapporo Station
- JCPM Tone Station